# Acta Astronautica
Acta Astronautica — ежемесячный журнал, издаваемый под эгидой Международной академии астронавтики. Публикует научные и научно-популярные работы с сфере космических исследований и технологий, включая смежные дисциплины, такие как астробиология, SETI, космическая политика, космическая медицина.

## Тематика
Журнал затрагивает широкий спектр тематик в области космоса, связанных с:
- мирным освоением космического пространства;
- использованием достижений космических технологий в прогрессе и благосостоянии;
- концепциями, моделями, разработкой и эксплуатацией космических и наземных систем.

Регулярными темами журнала являются физические науки, связанные с изучением космического пространства, планет и малых тел Солнечной системы, космическая биология и медицина, астробиология, поиск внеземного разума (SETI), космические технологии, освоение и колонизация космоса, политические, экономические, экологические, этические и психологические проблемы, связанные с изучением и освоением космоса. Также сферой освещения являются технологии, используемые для производства искусственных спутников, космические транспортировки и связь, энергетика в космосе, астродинамика, дистанционное зондирование Земли. В дополнение к регулярно освещаемым темам, журнал публикует труды ежегодного Международного конгресса по астронавтике и протоколы Международной академии астронавтики.